# Власенко Степан Наумович
Степан Наумович Власенко (нар. 1888, село Прасков'їни Дросковського повіту Смоленської губернії, тепер Рославльського району Смоленської області, Російська Федерація — 24 березня 1963, місто Москва) — комуністичний політичний діяч в Україні, секретар Президії ВУЦВК, голова Катеринославського і Чернігівського губвиконкомів. Кандидат у члени ЦК КП(б)У в 1927—1930 роках.

## Біографія
Народився в селянській родині. У 1899 році закінчив церковноприходську школу в місті Рославлі Смоленської губернії. Потім навчався в ремісничому нижчому училищі в Рославлі. З вересня 1901 по травень 1904 року — учень слюсаря ремісничого училища, учень слюсаря цегельні в місті Рославлі. У травні 1904 — квітні 1908 року — слюсар кустарних майстерень у місті Рославлі Смоленської губернії.
У 1908 році переїхав на Донбас. З квітня по травень 1908 року працював робітником кустарної майстерні на станції Харцизьк. У травні 1908 — квітні 1909 року — коваль, вибійник шахти «Амур» № 2 селища Дмитрівка Катеринославської губернії. У квітні — жовтні 1909 року — коваль екіпажної фабрики міста Таганрога. У жовтні 1909 — грудні 1910 року — робітник фабрики бричок в місті Ростові-на-Дону. Брав участь у тримісячній робітничій забастовці, у грудні 1910 року був заарештований, але незабаром звільнений з арешту.
У січні 1911 — червні 1913 року — рядовий 1-го Невського піхотного полку російської імператорської армії. Демобілізований через хворобу.
У липні — жовтні 1913 року — слюсар Брянського металургійного заводу міста Катеринослава.
Член РСДРП(б) з серпня 1913 року.
У жовтні 1913 — грудні 1914 року — слюсар Дніпровського металургійного заводу селища Запоріжжя-Кам'янське Катеринославської губернії. У грудні 1914 року переїхав до Катеринослава. У березні — серпні 1915 року — слюсар металообробного заводу «Шодуар» селища Амур-Нижньодніпровськ Катеринославської губернії. У серпні 1915 — квітні 1916 року — слюсар вагонних майстерень у селищі Амур-Нижньодніпровськ.
У квітні 1916 заарештований і засланий до Сибіру. З жовтня 1916 по березень 1917 року відбував заслання в селі Качуг Іркутської губернії. У березні 1917 року амністований.
Повернувся до Катеринослава. З березня 1917 року — гласний думи Нижньодніпровського району, член Катеринославської ради робітничих і солдатських депутатів, член Катеринославського комітету РСДРП(б). Обирався членом Українських Установчих Зборів у січні 1918 року.
У березні 1917 — травні 1918 року — голова виконавчого комиітету Катерининської залізниці в місті Катеринославі. У грудні 1917 — лютому 1918 року — голова військово-революційного комітету Катерининської залізниці в місті Катеринославі. У лютому — квітні 1918 року — комісар Катерининської залізниці в місті Катеринославі. З березня по квітень 1918 року — голова військово-революційної трійки з евакуації Катерининської залізниці.
З травня по вересень 1918 року — завідувач інструкторського відділу Народного комісаріату внутрішніх справ РРФСР.
У жовтні 1918 — березні 1919 року — в Червоній армії на Українському фронті, займався постачанням армії і роззброєнням німецьких військ у районі Миропіль—Суджа Курської губернії.
З 28 листопада 1918 року по січень 1919 року — завідувач відділу іноземних справ Тимчасового робітничо-селянського уряду Української СРР.
У лютому 1919 року — завідувач Харківського губернського відділу управління.
У лютому — квітні 1919 року — завідувач відділу місцевого управління Народного комісаріату внутрішніх справ (НКВС) Української СРР. З березня по квітень 1919 року — член колегії НКВС УСРР. У квітні — серпні 1919 року — заступник народного комісара внутрішніх справ Української СРР.
У серпні — листопаді 1919 року — в розпорядженні командувача Східного фронту РСЧА.
У листопаді 1919 — січні 1920 року — член Самарського губернського революційного комітету.
У лютому — березні 1920 року — заступник народного комісара внутрішніх справ Української СРР.
У березні — серпні 1920 року — військовий комісар Туркестанських залізниць.
7 серпня 1920 — червень 1921 року — заступник народного комісара внутрішніх справ Туркестанської АРСР.
З травня по листопад 1921 року — член колегії НКВС УСРР. 3 серпня — листопад 1921 року — заступник народного комісара внутрішніх справ Української СРР.
У грудні 1921 — вересні 1923 року — голова виконавчого комітету Катеринославської губернської ради.
З вересня 1923 по липень 1924 року навчався на курсах максизму при Комуністичній академії.
16 серпня 1924 — червень 1925 року — голова виконавчого комітету Чернігівської губернської ради.
У вересні 1925 — жовтні 1926 року — заступник голови Вищої ради народного господарства Української СРР.
У жовтні 1926 — травні 1929 року — секретар президії Всеукраїнського центрального виконавчого комітету (ВУЦВК).
За підтримку «правого ухилу» знятий з роботи, з червня по липень 1929 року перебував у розпорядженні ЦК КП(б)У.
У липні 1929 — серпні 1930 року — начальник Всесоюзного об'єднання ремонтних заводів Наркомату шляхів сполучення СРСР.
У серпні 1930 — травні 1932 року — заступник голови Правління будівельного об'єднання Вищої ради народного господарства СРСР.
9 грудня 1931 — грудень 1937 року — заступник голови Всесоюзної Ради комунального господарства при ЦВК СССР.
Одночасно, з 1931 по 1937 рік, без відриву від виробництва навчався на будівельному відділенні Академії комунального господарства в Москві, навчання не закінчив. З 1933 року був членом Всесоюзного товариства старих більшовиків. У 1936—1937 роках — член редакційної колегії журналу «Социалистический город» в Москві.
10 грудня 1937 року виключений з партії та звільнений з усіх посад. З грудня 1937 по липень 1938 року — безробітний в Москві.
У липні 1938 року заарештований органами НКВС СРСР та засуджений. Відбував покарання на станції Свєтік і в селищі Желєзнодорожний Комі АРСР. Звільнений з ув'язнення в серпні 1946 року.
У вересні 1946 — липні 1953 року — інженер-будівельник Петровського районного відділу сільського і колгоспного будівництва в станиці Петровській Краснодарського краю. У липні 1953 — листопаді 1954 року — виконроб Ачуєвського риболовного кооперативу Петровського району Краснодарського краю.
25 серпня 1954 року рішення Верховного Суду СРСР реабілітований.
З грудня 1954 року — на пенсії в Москві.